# 산림경제

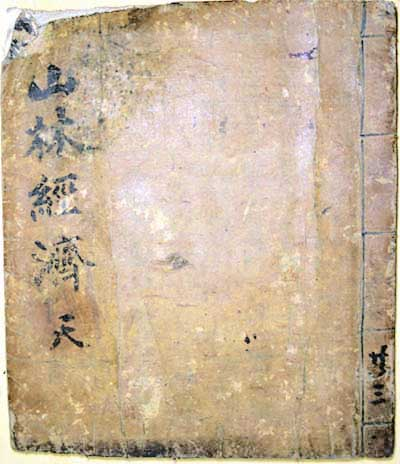
산림경제 표지

《산림경제》(山林經濟)는 조선 후기의 실학자 유암 홍만선(流巖 洪萬選：1643년~1715년)이 지은 농업 책이자 가정생활 책이다. 이 책은 숙종 때, 지은이가 만년인 17세기 말에서 18세기 초에 걸쳐 편찬되었으며, 필사본의 4권 4책으로 구성된다. 이 책은 고추에 관해 언급한 최초의 문헌이라는 것에 큰 중요성을 가지며, 현재 국립중앙도서관과 규장각도서관, 장서각도서에서 소장하고 있다.

## 내용
이 책은 복거(卜居)·섭생·치농(治農)·치포(治圃)·구급·종수(種樹)·치선(治膳)·구황(救荒)·벽한(酸寒)·벽온(酸瘟)·벽충(酸筮)·양화(養花)·양잠·목양(牧養)·잡방(雜方) 등 15지(志)로 분류되어 있다. 박물지, 곧 백과사전의 성격을 띤 이 책에는 전원 생활에 중요한 다방면의 보건위생과 경제면 및 정서 생활을 위한 고도의 지식이 수록되어 있다.

## 구성
산림경제는 전4권 4책에 총 16지(志)로 구성되어 있다.
- 산림경제 제1권
  - 서(序)
  - 복거(卜居) - 주택의 선정과 건축
  - 섭생(攝生) - 건강
  - 치농(治農) - 곡식과 목화 및 기타 특용작물의 재배법
  - 치포(治圃) - 채소류, 화초류, 담배, 약초류 재배법

- 산림경제 제2권
  - 종수(種樹) - 과수와 임목의 육성
  - 양화(養花) - 화초, 화목, 정원수의 가꿈
  - 양잠(養蠶) - 누에 양식
  - 목양(牧養) - 가축, 가금, 벌, 물고기 양식
  - 치선(治膳) - 식품저장법, 조리법, 가공법

- 산림경제 제3권
  - 구급(救急) - 150가지 응급처리법
  - 구황(救荒) - 흉년에 대비하는 비상조치법
  - 벽온(辟瘟) - 전염병을 물리치는 법
  - 벽충(辟蟲) - 해충, 쥐, 뱀 등을 물리치는 처방

- 산림경제 제4권
  - 치약(治藥) - 약의 조제, 금기하는 약 등을 논함
  - 선택(選擇) - 길흉일과 방향의 선택
  - 잡방(雜方) - 그림, 글씨, 촉대, 도자기, 악기, 장검 등을 손질하는 방법

## 갤러리

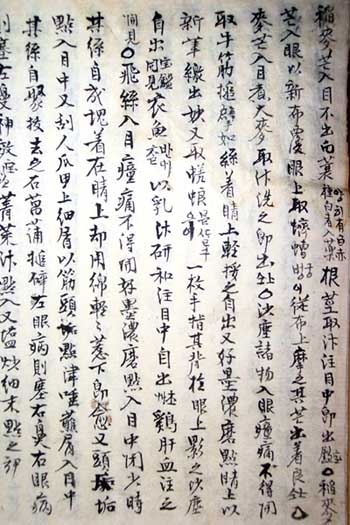
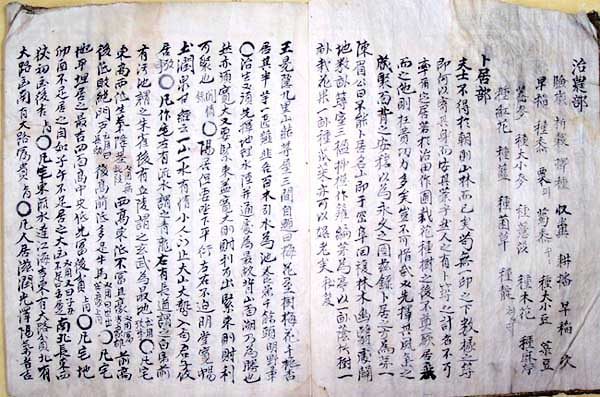
치농부(治農部)와 필사본
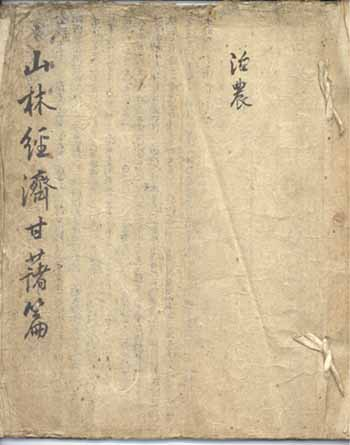
감저편(甘藷篇) 필사본
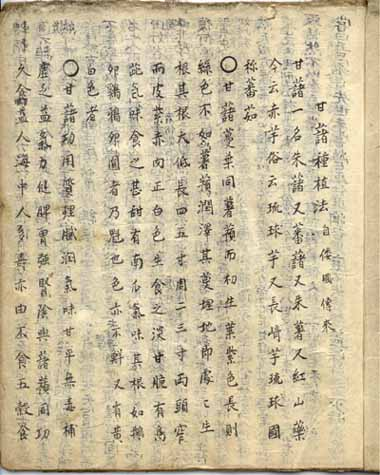
감저편(甘藷篇) 필사본

## 같이 보기
- 증보산림경제(增補山林經濟)
- 농가집성(農家集成)
- 금양잡록(衿陽雜錄)
- 사시찬요초(四時纂要抄)
- 한정록(閑情錄)
- 색경(穡經)

## 참고 출처
- 산림경제 요약 정보 (Daum 문화원형백과사전)
- 산림경제 정보 (Daum/브리태니커 사전)
- 산림경제 요약 정보 (empas/한국민족문화대백과)
- 산림경제 요약 정보 및 책 사진 (향토문화자료실)
- 산림경제 요약 정보 (차석찬의 역사창고)
- 산림경제 구성 및 정보
- 산림경제 개요 (한국민족문화사전)